# Stefanie Mühle

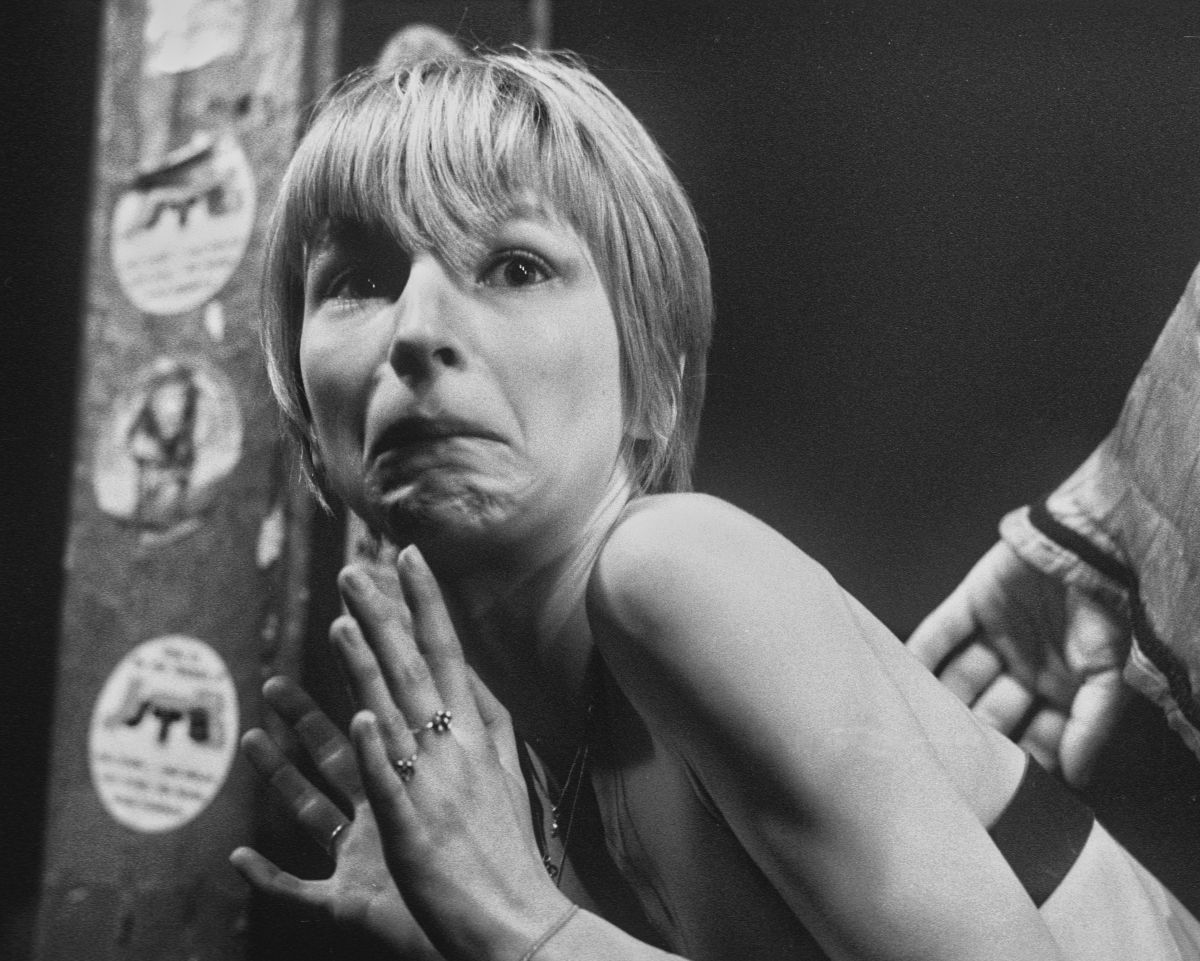
Stefanie Mühle mit padlt noidlt im „Logo“ in Hamburg (1980)

Stefanie Mühle (* 19. März 1960 in Köln; † 18. April 2011 ebenda) war eine deutsche Schauspielerin.

## Leben
Stefanie Mühle absolvierte ihre Schauspielausbildung an der Staatlichen Folkwang Schule Essen. 
Sie war in vielen Theater-und-Filmproduktionen zu sehen. So spielte sie beispielsweise in der Krimireihe Tatort, in dem Mehrteiler Heimat 3 oder in der ZDF-Krimiserie Kommissar Stolberg.
Von Oktober 1987 (Folge 96) bis Mai 1989 (Folge 181) übernahm Mühle als Nachfolgerin von Silke Wülfing die Rolle der Christina „Chris“ Barnsteg in der Serie Lindenstraße. Im März 1991 kehrte sie für einen Gastauftritt (Folge 276–278) in die Serie zurück. Mühle stand aufgrund einer Äußerung über den bayerischen Politiker Peter Gauweiler im Rahmen ihrer Rolle als „Christina Barnsteg“ wegen Beleidigung vor Gericht. Da Gauweiler die Ghettoisierung von AIDS-Kranken verlangte, wurde er von „Christina“ als Faschist bezeichnet. In erster Instanz sowie vom Berufungsgericht wurde sie freigesprochen. Das OLG Köln als Revisionsgericht bestätigte den Freispruch, da ihre Äußerung nicht die persönliche Missachtung Gauweilers zum Ausdruck bringen sollte, sondern die Missachtung aus Sicht der fiktiven linksorientierten Person, die sie in der in der Serie Lindenstraße verkörperte. Somit war weder der Tatbestand der Beleidigung noch der Üblen Nachrede erfüllt.
Zuletzt war Stefanie Mühle als Dozentin an der Arturo Schauspielschule in Köln und als Schauspielerin am Wolfgang Borchert Theater in Münster engagiert. Zudem hatte sie weiterhin Fernsehrollen. Im Jahr 2006 spielte sie in dem Film Lieben eine der Hauptrollen.
Am 18. April 2011 erlag Stefanie Mühle im Alter von 51 Jahren einem Krebsleiden. Ihre Grabstätte befindet sich auf dem Kölner Südfriedhof.

## Filmografie
- 1984: Spaß am Dienstag (Fernsehserie)
- 1987: Duett in Bonn (Fernsehserie)
- 1987–1989, 1991: Lindenstraße (Fernsehserie)
- 1988: Eurocops (Fernsehserie, 1 Folge)
- 1991: Großstadtrevier (Fernsehserie, Folge: Tod auf Raten)
- 1992: German Fried Movie
- 1995: Stadtklinik (Fernsehserie, 1 Folge)
- 1995: Jede Menge Leben (Fernsehserie, 1 Folge)
- 1996: Die Wache (Fernsehserie, 1 Folge)
- 1998: Unter uns (Fernsehserie, Nebenrolle)
- 1999: Verbotene Liebe (Fernsehserie, 3 Folgen)
- 1999: Tatort: Restrisiko (Fernsehreihe)
- 2001–2003: Die Sitte (Fernsehserie, 2 Folgen, verschiedene Rollen)
- 2001: Pinky und der Millionenmops
- 2001: Natalie – Das Leben nach dem Babystrich (Fernsehfilm)
- 2002: Herzschlag – Das Ärzteteam Nord (Fernsehserie, 1 Folge)
- 2002: Alphateam – Die Lebensretter im OP (Fernsehserie, 1 Folge)
- 2003: SK Kölsch (Fernsehserie, 1 Folge)
- 2005: Alarm für Cobra 11 – Die Autobahnpolizei (Fernsehserie, 1 Folge)
- 2006: Lieben
- 2007: SOKO Köln (Fernsehserie, 1 Folge)
- 2008: Beento (Kurzfilm)

## Auszeichnungen
- 1989: Bambi
- 1994: Kölner Theaterpreis